# Henning Rosenau
Henning Rosenau (* 3. Oktober 1964 in Ebstorf, Kreis Uelzen) ist ein deutscher Rechtswissenschaftler. Er war Universitätsprofessor und Inhaber des Lehrstuhls für Deutsches, Europäisches und Internationales Straf- und Strafprozessrecht, Medizin- und Biorecht an der Universität Augsburg. Er war daneben geschäftsführender Direktor und Mitbegründer des Instituts für Bio-, Gesundheits- und Medizinrecht, Direktor des Instituts für die gesamte Strafrechtswissenschaft und Direktor der Forschungsstelle für türkisches Recht. Zugleich war er der Ombudsmann für Deutsch-Türkische Beziehungen der Universität Augsburg und Vizepräsident für Internationales und Forschung der Universität Augsburg. Er lehrt zudem Strafrecht auch an der Türkisch-Deutschen Universität in Istanbul. Seit dem Wintersemester 2015/16 ist Rosenau Professor an der Martin-Luther-Universität Halle-Wittenberg. Dort ist er Geschäftsführender Direktor des „Zentrums Medizin, Ethik, Recht“. Er war von 2018 bis 2022 Dekan der Juristischen und Wirtschaftswissenschaftlichen Fakultät. Seit 2022 ist er Senator der Universität.

## Leben
Rosenau studierte ab dem Wintersemester 1986/87 zunächst in Göttingen und Freiburg im Breisgau Rechtswissenschaften. Während des Studiums war er als wissenschaftliche Hilfskraft bei Professor Bernd Schünemann (Freiburg) und Professor Hans-Ludwig Schreiber (Göttingen) tätig. 1992 legte er das Erste Staatsexamen in Celle ab. Es folgte eine Beschäftigung als Präsidialassistent der Universität Göttingen. Im Anschluss durchlief Rosenau das Referendariat mit Stationen u. a. beim Niedersächsischen Ministerium für Wissenschaft und Kultur und dem Generalkonsulat in Seattle. 1996 erfolgte das 2. Staatsexamen, im selben Jahr wurde er mit der Arbeit „Tödliche Schüsse im staatlichen Auftrag – Die strafrechtliche Verantwortung von Grenzsoldaten für den Schußwaffengebrauch an der deutsch-deutschen Grenze“ (2. Aufl. Nomos Verlag Baden-Baden, 1998) bei Hans-Ludwig Schreiber promoviert.
Nach der Promotion wurde Rosenau Wissenschaftlicher Assistent bei Hans-Ludwig Schreiber in Göttingen, wo er sich 2005 mit einer Arbeit zu Grund und Grenzen der Revision im Strafrecht habilitierte. Ihm wurde die venia legendi für Straf- und Strafprozessrecht, Medizinrecht und Strafrechtsvergleichung verliehen.
2005 bis März 2006 war Rosenau Strafrichter am Amtsgericht Hamburg-Barmbek. Zuvor hatte er für ein Semester einen Lehrstuhl an der Justus-Liebig-Universität Gießen vertreten. Zum 1. April 2006 erfolgte die Ernennung zum Ordinarius an der Universität Augsburg. 2007 war er zu einem Forschungsaufenthalt zu Gast an der Chūō-Universität in Tokyo, 2009, 2013 und 2017 nahm er eine Gastprofessur an der Waseda-Universität in Tokyo und 2010 eine Dozentur an der Faculté de Droit der Universität Jean Moulin Lyon 3 wahr. 2012 lehnte Rosenau einen Ruf auf eine Professur für Straf- und Strafprozessrecht an der Justus-Liebig-Universität Gießen ab. Vom 1. Oktober 2013 bis zum 30. September 2015 war er Vizepräsident für Internationales und Forschung der Universität Augsburg. Seit dem 1. Oktober 2015 lehrt er an der Martin-Luther-Universität Halle-Wittenberg. Er hat dort den Lehrstuhl für Strafrecht, Strafprozessrecht und Medizinrecht inne. Zugleich ist er der Geschäftsführende Direktor des „Interdisziplinären Wissenschaftlichen Zentrums Medizin – Ethik – Recht“. Von 2018 bis 2022 war Henning Rosenau Dekan der juristischen und wirtschaftswissenschaftlichen Fakultät.
Rosenau setzt sich aktiv für eine Reform der gesetzlichen Regelungen zur Sterbehilfe ein. Er ist Mitverfasser und -herausgeber des Augsburg-Münchner-Halleschen Gesetzentwurfs für ein Sterbehilfegesetz. Daneben tritt er für eine Reform des Embryonenschutzgesetzes ein und hat mit anderen Rechtswissenschaftlern dazu einen Gesetzesentwurf vorgelegt, der als Augsburg-Münchner-Entwurf eines Fortpflanzungsmedizingesetz (AME-FMedG) publiziert wurde.
Im Rahmen der COVID-19-Pandemie war Rosenau für die Stadt Halle (Saale) als Rechtssachverständiger zur Verteilung von der COVID-19-Schutzimpfung tätig. In einem Gutachten des Rechtswissenschaftlers Thomas Rönnau wird behauptet, dass Rosenau an der Entwicklung des später ausgesetzten „Ad-Hoc-Verfahrens“ der Stadt Halle beteiligt gewesen sei. Dieses stand nach Bekanntwerden der Impfung des halleschen Oberbürgermeisters Bernd Wiegand bundesweit in der Kritik und war Gegenstand staatsanwaltschaftlicher Ermittlungen (siehe auch vorzeitige Corona-Impfung von Bernd Wiegand). Diese richteten sich jedoch nicht gegen Rosenau. Rosenau selbst bestreitet seine Beteiligung. Das Landgericht Halle hat im Zwischenverfahren – was sehr selten geschieht – die Eröffnung des Hauptverfahrens gegen Bernd Wiegand abgelehnt. Das Oberlandesgericht Naumburg hat diesen Beschluss bestätigt. Damit wurde die Anklageschrift der Staatsanwaltschaft Halle rechtskräftig zurückgewiesen. In der Debatte um die Triage in der COVID-19-Pandemie hat sich Rosenau für die begrenzte Zulassung der ex-post-Triage ausgesprochen, wenn sich der hinzukommende Patient aufgrund des medizinischen Kriteriums der kurzfristigen Erfolgsaussicht mit deutlichem Abstand als behandlungsbedürftiger erweist.

## Mitgliedschaften
Rosenau war 2006 bis 2018 ordentliches Mitglied der Ständigen Kommission Organtransplantation der Bundesärztekammer, seit 2009 stellvertretender Vorsitzender der Gendiagnostik-Kommission und seit 2016 deren Vorsitzender. Seit 2012 ist er Mitglied im Vorstand des Arbeitskreises „Ärzte und Juristen“ der Arbeitsgemeinschaft der wissenschaftlichen medizinischen Fachgesellschaften. Er ist Mitglied der Akademie für Ethik in der Medizin, des Kriminalpolitischen Kreises sowie zahlreicher weiterer juristischer Fachgesellschaften. Er fungiert als Sprecher der deutschsprachigen Medizinrechtslehrerinnen und Medizinrechtslehrer.

## Herausgeberschaften
- Schriften zum Bio-, Gesundheits- und Medizinrecht. Nomos Verlag, Baden-Baden (gemeinsam mit Marion Albers, Ivo Appel und Ulrich M. Gassner).
- Augsburger Schriften zum Internationalen Recht. Peter Lang Verlag, Frankfurt am Main (gemeinsam mit Volker Behr und Christoph Vedder).
- Schriftenreihe der Forschungsstelle für Türkisches Recht.  Dr. Kovac Verlag, Hamburg (gemeinsam mit Erhan Temel).
- Zeitschrift für Medizinstrafrecht, C. F. Müller Verlag, Heidelberg (gemeinsam mit Karsten Gaede, Michael Tsambikakis u. a.).
- MedR – Medizinrecht, Springer Verlag, Heidelberg (gemeinsam mit Christian Katzenmeier, Stefan Stellpflug u. a.).
- Nomos-Kommentar zum Wirtschafts- und Steuerstrafrecht, Nomos-Verlag, 2. Aufl. Baden-Baden 2022 (gemeinsam mit Werner Leitner), ISBN 978-3-8487-7125-7.
- Fortpflanzungsmedizingesetz. Augsburg-Münchner-Entwurf (AME-FMedG). Mohr Siebeck, Tübingen 2013, ISBN 978-3-16-152382-3.
- Gesetz zur Gewährleistung selbstbestimmten Sterbens und zur Suizidprävention: Augsburg-Münchner-Hallescher-Entwurf (AMHE-SterbehilfeG).  Mohr Siebeck, Tübingen 2021, ISBN 978-3-16-160047-0.
- Stammzellen – iPS-Zellen – Genomeditierung. Nomos, Baden-Baden 2018 (gemeinsam mit Susanne Müller), ISBN 978-3-8487-4980-5.
- Rechtsstaat und Strafrecht. Anforderungen und Anfechtungen, Mohr Siebeck, Tübingen 2021 (gemeinsam mit Philip Kunig und Ali Kemal Yildiz), ISBN 978-3-16-159756-5.